# Friedlrimbach
Friedlrimbach ist ein Ortsteil in der Gemeinde Obertaufkirchen im oberbayerischen Landkreis Mühldorf am Inn.

## Lage
Der Weiler Friedlrimbach liegt unmittelbar westlich Rimbachs 2 km südlich von Schwindegg unmittelbar nördlich der Bundesautobahn A 94 in der Luftlinie etwa 2 km westlich der Autobahnausfahrt 16 (Schwindegg), die über einem 5 km langen Umweg erreichbar ist.

## Trinkwasserversorgung
Der Wasserbeschaffungsverband Rimbach versorgt Friedlrimbach wie bereits zuvor die Ortschaften Oberrimbach und Rimbach durch den Tiefbrunnen Reuth auf dem Grundstück Flur-Nr. 3194 mit Trink- und Brauchwasser. Aufgrund des Anschlusses von Friedlrimbach und der Zunahme von Trockenjahren infolge des Klimawandels reichte 2022 die erlaubte Entnahmemenge von 65 m³/Tag und 15.000 m³/Jahr nicht mehr aus. Deshalb wurde im Januar 2023 beantragt, die Entnahmemenge auf bis zu maximal 95 m³/Tag bzw. 2.500 m³/Monat zu erhöhen.

## Bevölkerungsentwicklung

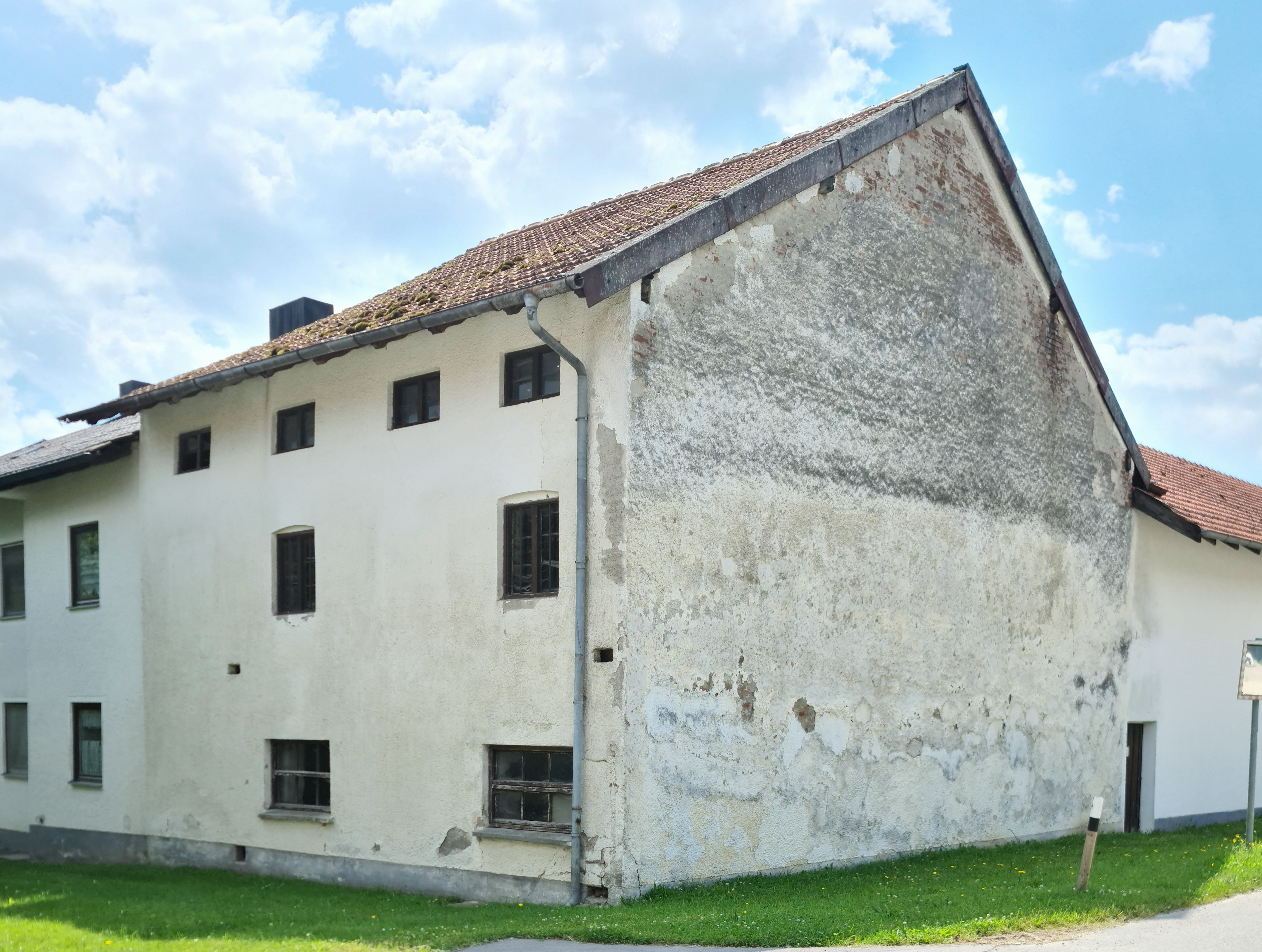
Friedlrimbach 3, Altteil

Um 1871 lebten in Friedlrimbach 26 Einwohner. Im Mai 1987 gab es nach einem vorübergehenden Bevölkerungsanstieg in den 1950er Jahren 18 Einwohner, die in vier Wohngebäuden lebten.
| Jahr      | 1871 | 1925 | 1950 | 1970 | 1987 |
| Einwohner | 26   | 28   | 30   | 21   | 18   |